# Bembidion octomaculatum
Bembidion octomaculatum är en skalbaggsart som först beskrevs av Johann August Ephraim Goeze 1777.  Bembidion octomaculatum ingår i släktet Bembidion, och familjen jordlöpare. Arten förekommer tillfälligt i Sverige, men reproducerar sig inte.

## Bildgalleri

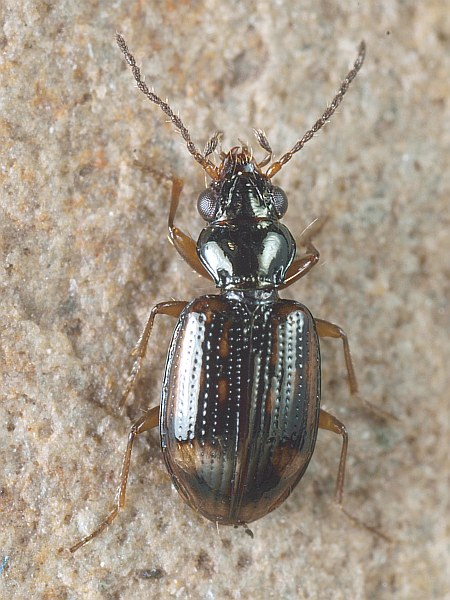